# Булат, Анита
Анита Булат (венг. Anita Bulath, родилась 20 сентября 1983 в Дунауйвароше) — венгерская гандболистка, левая защитница команды «Дунауйварош» и сборной Венгрии.

## Карьера

### Клубная
Воспитанница академии клуба «Дьёр ЭТО». Выступала за молодёжные команды, но не попадала в основной состав, вследствие чего перешла в «Дунаферр». Дебютировала в 2000 году в основном составе, завоевав три титула чемпионки Венгрии и выиграв два кубка. Своими выступлениями привлекла внимание множества крупных клубов и перешла вскоре в датский «Копенгаген», но вскоре перебралась в хорватскую команду «Подравка» из Копривницы, ведомую Здравко Зовко. В составе команды выиграла чемпионат и кубок Хорватии в 2008 и 2009 годах, дошла с хорватской командой до полуфинала Кубка обладателей кубков в 2008 году, уступив только его будущему победителю «Ларвику». В августе 2009 года из-за финансовых проблем клуб продал всех легионеров, и Анита покинула «Подравку», перейдя в «Дебрецен» и став там ключевым игроком. В сезоне Лиги чемпионов ЕГФ 2010/2011 она помогла клубу выйти в групповой этап впервые в истории. Сезон 2012/2013 провела в «Виборге», с 2014 года играет за «Ференцварош».

### В сборной
В сборной Анита провела 85 игр и забила 195 голов. 2 марта 2004 дебютировала в матче против Дании. Первый турнир провела в 2008 году (чемпионат Европы), завоевала бронзовые медали в 2012 году на чемпионате Европы. Обладательница двух серебряных медалей молодёжного чемпионата мира и серебряной медали чемпионата Европы.

## Достижения

### Клубные
- Чемпионат Венгрии:
  - Чемпионка: 2001, 2003, 2004
  - Серебряный призёр: 2010, 2011
- Кубок Венгрии:
  - Победительница: 2002, 2004
  - Серебряный призёр: 2011
- Чемпионат Хорватии:
  - Победительница: 2008, 2009
- Кубок Хорватии:
  - Победительница: 2008, 2009

### В сборной
- Чемпионат мира U-20:
  - Серебряный призёр: 2001, 2003
- Чемпионат Европы U-19
  - Серебряный призёр: 2002
- Чемпионаты Европы:
  - Бронзовый призёр: 2012